# Czerniejew
Czerniejew [pronunciación en polaco: /t͡ʂɛrˈɲejɛf/] es un pueblo ubicado en el distrito administrativo de Gmina Skórzec, dentro del Condado de Siedlce, Voivodato de Mazovia, en el este de Polonia central. Se encuentra aproximadamente a 14 kilómetros al suroeste de Siedlce y a 75 kilómetros al este de Varsovia.